# CSS-Framework
Ein CSS-Framework ist eine Sammlung von Gestaltungselementen und Hilfsmitteln für einfaches und standardisiertes Webdesign mit CSS.
Die meisten CSS-Frameworks bieten als Basis ein Grid-Gestaltungsraster sowie einige grundlegende Gestaltungselemente wie Schaltflächen, Menüs und Eingabefelder. Größere Frameworks bieten zudem noch JavaScript-basierte Funktionen, welche die Gestaltungselemente um zusätzliche, aber in der Regel optionale Funktionalitäten erweitern (Unobtrusive JavaScript).
CSS-Frameworks können unterschiedliche Funktionen anbieten:
- Die Hauptfunktion ist meist ein Grid-System, besonders auch für Responsive Webdesign. Diese unterscheiden sich in[1]
  - den möglichen Grundbreiten des Viewports und eventuelle Breakpoints,
  - der Verwendung von Pixel (px), der aktuellen Schriftgröße (em) oder prozentualen Werten für Breitenangaben,
  - der Anzahl der Spalten und Reihen,
  - der relativen oder absoluten Verschachtelung von Elementen und
  - der Art und Weise der Media Queries.
- Vor allem größere Frameworks bieten auch zahlreiche graphische Elemente wie
  - Webtypografie,
  - Icon-Sets in CSS-Sprites oder Icon-Fonts,
  - Styling für Dropout-Menüs, Tooltips, Schaltflächen, Elemente von Webformularen und
  - Elemente für grafische Benutzeroberflächen wie Akkordeon, Registerkarten, Galerien oder Modal-Fenster (Lightbox).
- Zusätzlich bieten viele Frameworks CSS Anpassungen, beispielsweise
  - Reset-Stylesheets zur Vereinheitlichung der Formatierungen,
  - oft verwendete CSS-Hilfsklassen (left, hide) oder
  - Equalizer, um Inhalte auf gleiche Höhe zu bringen.

Größere CSS-Frameworks verwenden CSS-Interpreter wie Sass, Less oder Stylus.
Einige weit verbreitete Beispiele sind Bootstrap, YAML, Foundation, UIkit, Skeleton oder Semantic UI.